# Николаев, Александр Петрович
Александр Петрович Николаев (1918—2009) — старший лейтенант Советской, участник Великой Отечественной войны, Герой Советского Союза (1945).

## Биография
Александр Николаев родился 14 ноября 1918 года в деревне Страхиново (ныне — Кесовогорский район Тверской области). После окончания неполной средней школы работал сантехником в Ленинграде. В 1939 году Николаев был призван на службу в Рабоче-крестьянскую Красную Армию. Участвовал в боях советско-финской войны. С начала Великой Отечественной войны — на её фронтах. В 1943 году Николаев окончил курсы «Выстрел». В боях несколько раз был ранен.
К апрелю 1945 года гвардии старший лейтенант Александр Николаев командовал ротой 118-го гвардейского стрелкового полка 37-й гвардейской стрелковой дивизии 65-й армии 2-го Белорусского фронта. Отличился во время освобождения Польши. 20 апреля 1945 года рота Николаева первой переправилась через Одер в районе населённого пункта Шиллерсдорф к юго-западу от Штетина и захватила плацдарм на его западном берегу. В том бою Николаев получил ранение, но продолжал сражаться до переправы основных сил.
Указом Президиума Верховного Совета СССР от 29 июня 1945 года за «мужество и героизм, проявленные при форсировании Одера и удержании плацдарма на его западном берегу», гвардии старший лейтенант Александр Николаев был удостоен высокого звания Героя Советского Союза с вручением ордена Ленина и медали «Золотая Звезда» за номером 7977.
В августе 1946 года Николаев был уволен в запас. Проживал и работал сначала на родине, затем в посёлке Орша Калининского района Тверской области. Скончался 13 июня 2009 года, похоронен на Дмитрово-Черкасском кладбище Твери.
Награждён двумя орденами Красного Знамени, орденом Отечественной войны 1-й степени и рядом медалей.

## Память
- Почетный гражданин Твери.

- В честь А. П. Николаева названа школа в Санкт-Петербурге[1].

- Мемориальная плита по адресу: г. Тверь, ул. Крылова, д. 30.